# Lomatepec
Lomatepec är en ort i Mexiko.   Den ligger i kommunen Acatepec och delstaten Guerrero, i den södra delen av landet, 250 km söder om huvudstaden Mexico City. Lomatepec ligger 1 063 meter över havet och antalet invånare är 475.
Terrängen runt Lomatepec är kuperad åt sydost, men åt nordväst är den bergig. Terrängen runt Lomatepec sluttar söderut. Runt Lomatepec är det ganska glesbefolkat, med 42 invånare per kvadratkilometer. Närmaste större samhälle är Caxitepec, 16,2 km norr om Lomatepec. I omgivningarna runt Lomatepec växer huvudsakligen savannskog.